# هلگر هالیک
هلگر هالیک (به استونیایی: Helger Hallik؛ زادهٔ ۲۶ نوامبر ۱۹۷۲) کشتی‌گیر سابق اهل استونی در دسته‌های سنگین‌وزن و فوق سنگین‌وزن کشتی فرنگی است. او ملی‌پوش تیم ملی کشتی استونی در بازی‌های المپیک ۱۹۹۲ بارسلون، ۱۹۹۶ آتلانتا و ۲۰۰۰ سیدنی است.